# كارين فريك
كارين فريك (بالسويدية: Karin Frick)‏ هي صحفية ومقدمة تلفزيونية سويدية، ولدت في 24 مارس 1980 في يونشوبينغ في السويد.